# Nuofu Xiang
Nuofu Xiang (kinesiska: 糯福, 糯福乡) är en socken i Kina. Den ligger i provinsen Yunnan, i den sydvästra delen av landet, omkring 440 kilometer sydväst om provinshuvudstaden Kunming. Antalet invånare är 18 529. Befolkningen består av 8 592 kvinnor och 9 937 män. Barn under 15 år utgör 16,0 %, vuxna 15-64 år 78 %, och äldre över 65 år 4,0 %.
Genomsnittlig årsnederbörd är 1 603 millimeter. Den regnigaste månaden är juli, med i genomsnitt 417 mm nederbörd, och den torraste är februari, med 3 mm nederbörd.